# Số nguyên tố sexy
Trong toán học, một cặp số nguyên tố sexy là một cặp hai số nguyên tố có hiệu bằng sáu; so với các cặp số nguyên tố sinh đôi, là các cặp số nguyên tố có hiệu bằng 2, và cặp số nguyên tố họ hàng, là cặp số nguyên tố có hiệu bằng 4. Tên "số nguyên tố sexy" xuất phát từ tiếng Latin "sex" là từ chỉ số sáu (6).

## Bộ 2 số nguyên tố sexy
Các số nguyên tố sexy (sequences A023201 và A046117 trong OEIS) nhỏ hơn 500 là:
(5,11), (7,13), (11,17), (13,19), (17,23), (23,29), (31,37), (37,43), (41,47), (47,53), (53,59), (61,67), (67,73), (73,79), (83,89), (97,103), (101,107), (103,109), (107,113), (131,137), (151,157), (157,163), (167,173), (173,179), (191,197), (193,199), (223,229), (227,233), (233,239), (251,257), (263,269), (271,277), (277,283), (307,313), (311,317), (331,337), (347,353), (353,359), (367,373), (373,379), (383,389), (433,439), (443,449), (457,463), (461,467)
Đến tháng 11 năm 2005, số nguyên tố sexy lớn nhất được biết là (p, p+6) với 

{\displaystyle p={\frac {\left(48011837012\times \left(\left(53238\times 7879\#\right)^{2}-1\right)+2310\right)\times 53238\times 7879\#}{385}}+1}
Nó có 10154 chữ số và do Torbjörn Alm, Micha Fleuren và Jens Kruse Andersen tìm thấy (Ở đây 7879# là một giai thừa nguyên tố).

## Bộ 3 số nguyên tố sexy
Cũng như các số nguyên tố sánh đôi, các số nguyên tố sexy có thể mở rộng thành các bộ ba số nguyên tố sexy (p, p + 6, p + 12) sao cho p + 18 là hợp số; các bộ ba số nguyên tố sexy (A046118, A046119 and A046120 in OEIS) dưới 1000 là:
(7,13,19), (17,23,29), (31,37,43), (47,53,59), (67,73,79), (97,103,109), (151,157,163), (167,173,179), (227,233,239), (257,263,269), (271,277,283), (347,353,359), (367,373,379), (557,563,569), (587,593,599), (607,613,619), (647,653,659), (727,733,739), (941,947,953), (971,977,983)
Tính đến tháng 3-2006 bộ ba số nguyên tố sexy lớn nhất được biết là được tìm thấy bởi Ken Davis và có 5132 chữ số.  Lưu trữ ngày 24 tháng 4 năm 2006 tại Wayback Machine:

{\displaystyle p={\frac {\left(84055657369\times 205881\times 4001\#\times \left(205881\times 4001\#+1\right)+210\right)\times \left(205881\times 4001\#-1\right)}{35}}+1}

## Bộ 4 số nguyên tố sexy
Các bộ bốn số nguyên tố sexy (sequences A046121, A046122, A046123 and A046124 in OEIS) nhỏ hơn 1000 là:
(5,11,17,23), (11,17,23,29), (41,47,53,59), (61,67,73,79), (251,257,263,269), (601,607,613,619), (641,647,653,659)
Đến tháng 11-2005 bộ bốn số nguyên tố sexy được biết lớn nhất là
(p, p+6, p+12, p+18) do 
Jens Kruse Andersen 
tìm thấy có 1002 chữ số, trong đó:

{\displaystyle p=411784973\times 2347\#+330}

## Bộ 5 số nguyên tố sexy
Vì có ít nhất một số trong bộ 5 số có dạng 6n ± 1 chia hết cho 5, nên chỉ có một bộ năm số nguyên tố sexy tồn tại là (5,11,17,23,29), và không có bộ năm số nguyên tố sexy nào lớn hơn, và các bộ sexy nhiều số hơn cũng không tồn tại.